# وردة (لوحة)
وردة (A rose) هي لوحة من أوائل القرن العشرين للفنان الأمريكي توماس أنشوتز، رسمت بالألوان الزيتية على لوحة كانڤس، يصور العمل امرأة شابة، ريبيكا هـ. ويلان، تجلس على كرسي مرتدية فستان بلون الورد، اللوحة متماشية مع الموضوعات الفنية في أوائل القرن العشرين، وهي تقارن المرأة وملابسها بزهرة الورد، ولكنها أيضًا تستحضر الشعور بأن المرأة الشابة متيقظة فكريًا وعاطفيًا.
كانت ويلين ابنة أحد أمناء أكاديمية بنسلفانيا للفنون الجميلة، التي كان أنشوتز يعمل مدرسًا فيها منذ مدة طويلة.
تم مقارنة عمل أنشوتز بعمل لدّه -منافسه في ذاك الوقت- توماس إيكنز (خصوصًا لوحة إيكنز ال ١٩٠٠ «المفكر»)، ودييغو فلاسكيز.
لوحة الوردة وضعت في مجموعة متحف متروبوليتان للفنون.